# Rutenförmige Wolfsmilch
Die Rutenförmige Wolfsmilch oder Ruten-Wolfsmilch (Euphorbia virgata) ist eine Pflanzenart aus der Gattung Wolfsmilch (Euphorbia) innerhalb der Familie der Wolfsmilchgewächse (Euphorbiaceae).

## Beschreibung

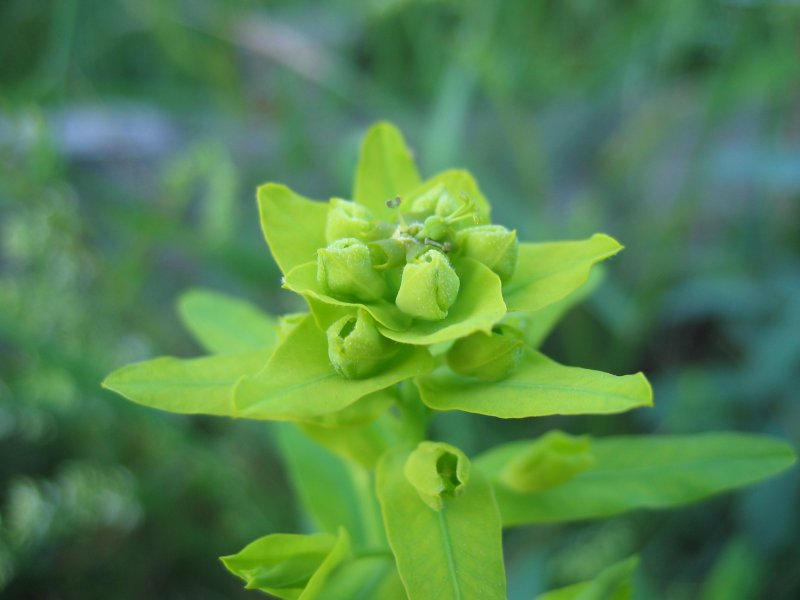
Blütenstand

### Vegetative Merkmale
Die Rutenförmige Wolfsmilch ist eine ausdauernde krautige Pflanze, die Wuchshöhen von bis zu 60 Zentimetern erreicht. Sie besitzt einen giftigen Milchsaft.
Die wechselständig angeordneten Laubblätter sind in sehr kurzen Blattstiel und -spreite gegliedert. Die einfache Blattspreite ist schmal-lanzettlich, ihre größte Blattbreite ist unterhalb der Mitte und sie ist von der etwas verbreiterten Basis bis zur verlängerten Spitze kontinuierlich verschmälert und am Grund gerundet bis breit keilförmig.

### Generative Merkmale
Die Hochblätter sind mit einer Breite von 3 bis 7 Millimetern breiter als lang. Die Blüten sind in einer Scheindolde angeordnet und gehen aus ihr vielstrahlig hervor.
Die Kapselfrüchte zeigen eine leichte Punktierung und fühlen sich rau an. Ihre Samen sind glatt.
Die Chromosomenzahl beträgt 2n = 20.

## Ökologie
Die Rutenförmige Wolfsmilch überdauert den Winter als Hemikryptophyt unter der Laubschicht. Bestäubt wird sie meist von Fliegen. 

## Vorkommen
Die Rutenförmige Wolfsmilch ist in Europa viel weniger verbreitet als bisher angenommen. Ab der Mitte des 19. Jahrhunderts breitete sich „nämlich“ vom pannonischen Becken her eine ähnlich aussehende Wolfsmilchart über Europa aus, die „fälschlich“ für die Ruten-Wolfsmilch gehalten wurde. Sie wird mit dem wissenschaftlichen Namen Euphorbia pseudovirgata und dem deutschen Trivialnamen Schein-Ruten-Wolfsmilch bezeichnet. Der wissenschaftliche Namen ist aus formalen Gründen wahrscheinlich ungültig, möglicherweise muss sie Euphorbia virgultosa Klokow heißen. Manche Autoren stellen aber alle diese Sippen zur Esels-Wolfsmilch (Euphorbia esula) und gliedern diese mit einer Reihe von Unterarten. Die Sippe Euphorbia pseudovirgata ist wohl eine stabilisierte Hybride aus virgata und esula und von der echten Rutenförmigen Wolfsmilch am Blattschnitt zu unterscheiden: Die Blätter sind nicht gestielt und parallelseitiger.
Die echte Rutenförmige Wolfsmilch ist auf den vorderasiatisch-osteuropäischen Raum beschränkt und kommt in Deutschland nur an wenigen Stellen in Bayern und Thüringen vor. Sie wächst überwiegend an Ruderalstellen wie Wegrändern, in der Nähe von Bahngleisen, oder an Ufern von Seen. Sie wächst in Gesellschaften der Verbände Dauco-Melilotion oder Cirsio-Brachypodion. In Europa gilt sie als Neophyt. Nach R. Govaerts reicht ihr Verbreitungsgebiet von Mittel- und Südeuropa bis Afghanistan.  In Europa kommt sie in den Ländern Spanien, Italien, Deutschland, Schweiz, Österreich, Ungarn, in der früheren Tschechoslowakei, im früheren Jugoslawien, im Baltikum, Bulgarien, Rumänien, Ukraine, Russland und in der Türkei vor.
Die ökologischen Zeigerwerte nach Landolt et al. 2010 sind in der Schweiz: Feuchtezahl F = 2+w+ (frisch aber stark wechselnd), Lichtzahl L = 4 (hell), Reaktionszahl R = 4 (neutral bis basisch), Temperaturzahl T = 4+ (warm-kollin), Nährstoffzahl N = 4 (nährstoffreich), Kontinentalitätszahl K = 4 (subkontinental), Salztoleranz 1 = tolerant.

## Taxonomie
Die Erstveröffentlichung von Euphorbia virgata erfolgte 1805 (veröffentlicht 1803) durch Franz de Paula Adam von Waldstein und Pál Kitaibel in Descr. Icon. Pl. Hung., 2, Seite 176. Euphorbia virgata Waldst. & Kit. wird von manchen Autoren auch als Unterart subsp. tommasiniana zur Esels-Wolfsmilch (Euphorbia esula) gestellt.

## Nutzung
Die Rutenförmige Wolfsmilch wird als Zierpflanze verwendet.